# Каскад водопадов на реке Шинок
Каскад водопадов на реке Шинок — памятник природы, комплексный заказник краевого значения в Солонешенском районе Алтайского края. Заказник расположен в 10 км к юго-западу от села Тог-Алтай.

## Заказник

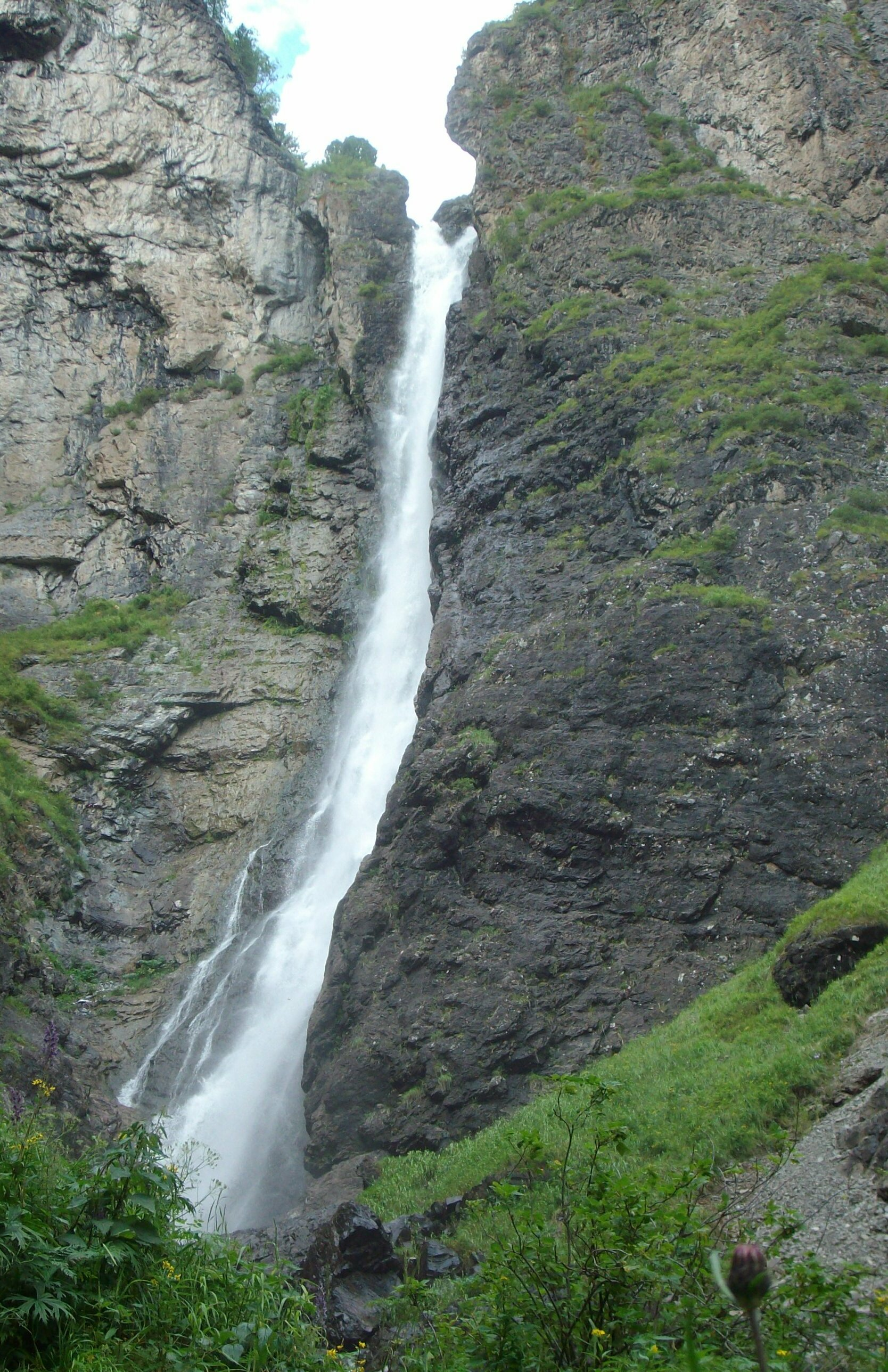
Водопад Седой на реке Шинок

Задачами заказника являются: охрана мест естественного обитания животных и растений лесного и водно-болотного комплекса, сохранение группы водопадов и окружающих их живописных ландшафтов, сохранение в естественном состоянии участков нетронутой природы.
Площадь заказника — 10 200 га, из них лесной площади — 6845 га. Центр территории имеет географические координаты 51°20’30″ с. ш. 84°17′30″ в. д. Территория занимает наиболее возвышенную часть Бащелакского Хребта, перепад высот — от 800 до 2300 м над уровнем моря. Участок включает водораздельное плато в верховьях рек Щепета, Бащелак, Чапша, имеющие абсолютные отметки 1900—2000 м над уровнем моря; отдельные вершины достигают высоты 2100—2300 м.
Статус комплексного заказника получен в 1999 году, памятника природы — в 2000 году.

## Климат
Территория заказника относится к умеренно прохладным, наиболее увлажненным горным климатическим районам. Для лесного пояса (800—1600 м над уровнем моря) среднегодовые показатели температуры составляют +1,5 — 2 °C. Продолжительность безморозного периода — около 60 дней. Период активной вегетации растений составляет около 120 дней. Среднегодовое количество осадков превышает 800 мм, большая их часть приходится на тёплый период (апрель — октябрь). Снежный покров в лесном поясе устанавливается в первых числах октября, держится до начала мая, то есть более 200 дней в году, средняя высота его составляет 40—50 см. В альпийском поясе нередки перелетовывающие снежники и летние снегопады. В бассейнах Щепеты и Шинка летом часты грозовые дожди.

## Река Шинок и каскад водопадов

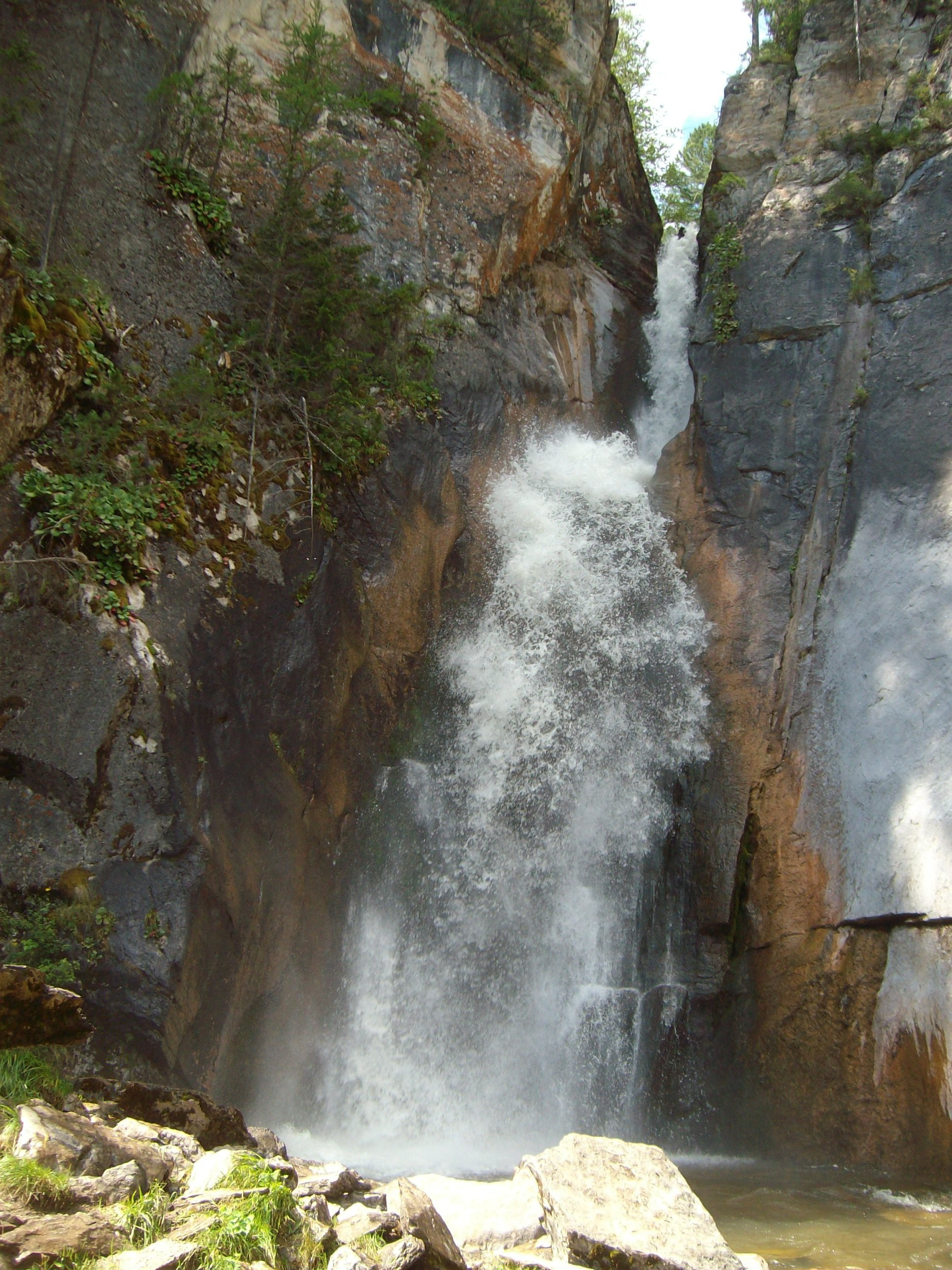
Водопад Рассыпной на реке Шинок

Река Шинок, приток Ануя, берёт начало на заболоченном плато на границе Солонешенского района Алтайского края и Усть-Канского района Республики Алтай. Минерализация воды — около 400 мг/л, показатель жесткости — 6 мг-экв./л. В химическом составе воды преобладают анионы.
В переводе с алтайского Шинок — «обрывистая», «неприступная». Название реки связано с тем, что значительная часть долины реки проходит по каньону с высокими, неприступными скалами. На реке Шинок зафиксированы водопады: Седой (70 м). Ниже водобойной ванны Большого водопада начинается каскад, который следует считать ещё одним водопадом под названием Ступени. Далее идут водопады Рассыпной, он указан на карте масштаба 1:100000 с обозначением его высоты в 25 м и Скаты (Горка). Так как наклон падающей воды составляет на нём 30°, то этот объект следует именовать водоскатом (к водопадам относятся те участки, где падение воды составляет не менее 45°). Высота его обычно определяется в 8-10 м, но при этом не учитывается, что водоскат имеет две ступени. Их общий перепад 19 м.
Выше 70-метрового водопада находится труднодоступное и редко посещаемое туристами ущелье, в котором есть ещё 6 водопадов высотой от 2 до 6 метров.
До настоящего времени сохраняется некоторая путаница в именах водопадов. Посетившие каскад водопадов туристы до создания на реке туристических маршрутов с соответствующей инфраструктурой, по незнанию или между собой, дали свои названия водопадам. Так Седой стали называть Большой, Жираф, Серебряный, Борода, Потаённый; Рассыпной — Йог, Водопад Двойной Прыжок, Скаты — Трамплин, Ласковый мираж. Данные названия впоследствии попали в различные туристические справочники, что и послужило их распространению.

## Животный мир
В долине р. Шинок представлены следующие виды редких и охраняемых животных: сапсан, двухцветный кожан, беркут, пятнистый конёк, белая куропатка, выдра, дикий марал, косуля, кабан, кабарга, соболь алтайский, белка, хорь, рысь, лиса красная, заяц, лось, норка и другие. Из рыб — таймень, хариус, налим.

## Растительный покров
На территории заказника представлены лесной, субальпийский и альпийско-тундровый растительные пояса.
Произрастают следующие растения: красодев жёлтый, пион гибридный, башмачок настоящий, кандык сибирский, криптограмма Стеллера.
Всего в долине р. Шинок учтено 233 вида растений, внесенных в Красную книгу Алтайского края, 100 видов млекопитающих, более 300 видов птиц, 7 видов пресмыкающихся, 7 видов земноводных.

## Туристическое значение
Водопады на реке Шинок получили известность на рубеже XIX—XX веков. В настоящее время являются важным объектом экологического туризма. В зимний период на замёрзших водопадах устраивают тренировки и соревнования по экстремальному виду спорта — ледолазанию.
Популярности каскада способствует близость к другому памятнику истории и природы — Денисовой пещере.